# Усть-Эгитуйское сельское поселение
Се́льское поселе́ние «Усть-Эгитуйское» (бур. Эгэтын Адагай hомон) — муниципальное образование в Еравнинском районе Бурятии Российской Федерации.
Административный центр — улус Усть-Эгита.

## История
Статус и границы сельского поселения установлены Законом Республики Бурятия от 31 декабря 2004 года № 985-III «Об установлении границ, образовании и наделении статусом муниципальных образований в Республике Бурятия»
На территории поселения расположена Ступа Будды Медицины.

## Население
| 2002  | 2011  | 2012  | 2013  | 2014  | 2015  | 2016  |
| ----- | ----- | ----- | ----- | ----- | ----- | ----- |
| 1106  | ↗1131 | ↘1095 | ↘1086 | ↘1082 | ↘1072 | ↘1060 |
| 2017  | 2018  | 2019  | 2020  | 2021  | 2023  | 2024  |
| ↘1032 | ↘1018 | →1018 | ↘1001 | ↘944  | ↘918  | ↘904  |

## Состав сельского поселения
| № | Населённый пункт | Тип населённого пункта       | Население |
| - | ---------------- | ---------------------------- | --------- |
| 1 | Усть-Эгита       | улус, административный центр | ↗1058     |
| 2 | Хангир           | улус                         | ↘73       |